# 컴퓨터 스피커

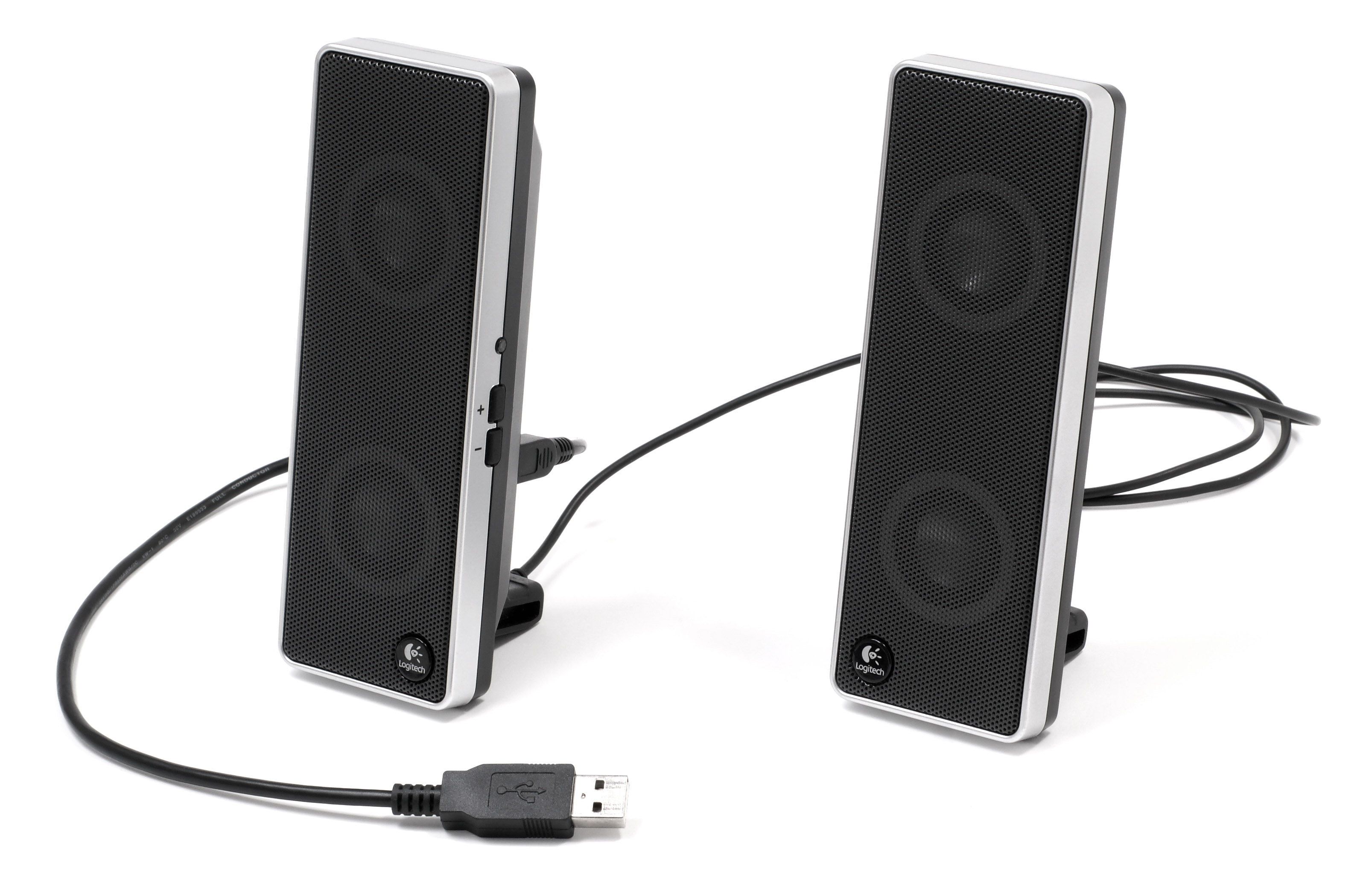
노트북 컴퓨터용 스피커 한 쌍. USB를 통해 컴퓨터로부터 오디오가 연결되어 있으며 전기를 공급받는다.

스피커를 대표하는 일반 컴퓨터 아이콘

컴퓨터 스피커(computer speaker) 또는 멀티미디어 스피커(multimedia speaker)는 외장 스피커로, 낮은 출력의 내부 증폭기가 장착되어 있는 것이 보통이다. 표준 오디오 연결은 컴퓨터 사운드 카드용으로 PC 99 표준을 따르는 3.5밀리미터 (1/8인치) 스테레오 잭 플러그이다. 일부는 입력을 위해 RCA 커넥터를 사용한다. 약 1 와트 전원 출력과 더불어 200밀리앰프의 5 볼트 전압을 사용하는 USB 스피커도 있다.
컴퓨터 스피커는 음질과 가격이 천차만별이다. 보통 컴퓨터 시스템에 딸려 나오는 컴퓨터 스피커는 들을만한 정도의 음질을 갖춘 작은 플라스틱 상자이다. 조금 더 나은 컴퓨터 스피커들 가운데 몇 가지는 트레블, 베이스 등의 조절이 되는 이퀄라이징 기능이 있는데 음질을 어떻게든 개선해 준다.
내부 증폭기는 외장 전원이 필요하다. 대부분의 섬세한 컴퓨터 스피커들은 서브우퍼를 갖추고 있는데, 베이스(낮은 음) 출력을 강화한다. 이러한 장치들은 보통 베이스 스피커와 작은 위성 스피커를 포함한다.
몇몇 컴퓨터 디스플레이의 경우 스피커를 기본 내장하고 있는 것들도 있다. 노트북 컴퓨터 또한 내장 스피커가 포함되어 있다.

## 일반 특징
제조업체에 따라 특징이 달라질 수 있으나 보통 다음과 같다:
- LED 전원 등.
- 3.5밀리미터 (1/8 인치) 헤드폰 잭.
- 볼륨 제어. 가끔은 베이스와 트레블을 조절한다.
- 볼륨 제어 리모콘.

## 주요 컴퓨터 스피커 회사
- SONO
- 알텍 랜싱
- 크리에이티브 랩스
- 사이버 어쿠스틱스
- 델
- 로지텍
- HP
- JBL
- GE
- Bose
- Edifier
- Harman Kardon
- Klipsch
- 브리츠
- ABKO

## 같이 보기
- 스피커
- 사운드 카드
- 헤드폰
- 마이크